# Nepalganj
Nepalganj (Nepali नेपालगञ्ज Nepālgañj, anglisierend auch Nepalgunj) ist eine der größten Städte im Westen Nepals, Wirtschaftszentrum und der wichtigste Verkehrsknotenpunkt der Region. Sie besitzt das Stadtrecht 2. Ordnung.
Das Stadtgebiet umfasst 89 km².
Nepalganj besitzt einen Flugplatz, von dem aus Kathmandu sowie weitere Landeplätze in Westnepal angeflogen werden. Es gibt einen Grenzübergang nach Indien (ca. 3 Kilometer südlich der Stadt), der auch für Ausländer geöffnet ist. Außerdem ist noch der Busbahnhof zu erwähnen, mit regelmäßigen Busverbindungen in die Hauptstadt und vor allem in die Hügeldistrikte, wie zum Beispiel Surkhet, Dailekh oder Salyan.
Der Distrikt Banke, dessen Verwaltungssitz in Neplganj liegt, war ab 1816 (laut dem Vertrag von Segauli) in britischer Hand, 1858 wurde er an Nepal zurückgegeben, da die nepalesische Armee den Briten bei der Niederschlagung des indischen Aufstands von 1857 wertvolle Dienste geleistet hatte.
In der großen Altstadt findet man umfangreiche Basare mit vielfältigem Warenangebot. Die Architektur der Altstadt ist stark indisch geprägt, was für Nepal eine Besonderheit darstellt.

## Einwohner
Bei der Volkszählung 2011 hatte die Stadt Nepalganj 72.503 Einwohner (davon 37.179 männlich) in 15.180 Haushalten.
In Nepalganj gibt es eine starke muslimische Minderheit; ansonsten sind die meisten größeren Ethnien Nepals dort vertreten.

## Klima
Nepalganj ist der heißeste Ort Nepals, die höchste registrierte Temperatur liegt bei 48 °C.
|                        | Jan  | Feb  | Mär  | Apr  | Mai  | Jun  | Jul  | Aug  | Sep  | Okt  | Nov  | Dez  |   |      |
| Mittl. Temperatur (°C) | 15,6 | 17,8 | 23,3 | 28,9 | 31,9 | 31,9 | 29,7 | 28,9 | 28,9 | 26,1 | 20,8 | 16,4 | ⌀ | 25   |
| Mittl. Tagesmax. (°C)  | 22   | 25   | 31   | 36   | 38   | 37   | 33   | 33   | 32   | 32   | 28   | 24   | ⌀ | 30,9 |
| Mittl. Tagesmin. (°C)  | 9    | 11   | 15   | 20   | 25   | 27   | 26   | 26   | 25   | 21   | 15   | 10   | ⌀ | 19,2 |
|                        |      |      |      |      |      |      |      |      |      |      |      |      |   |      |
| Niederschlag (mm)      | 21   | 23   | 10   | 8    | 31   | 157  | 311  | 325  | 218  | 40   | 7    | 9    | Σ | 1160 |

| 9 |

| 11 |

| 15 |

| 20 |

| 25 |

| 27 |

| 26 |

| 26 |

| 25 |

| 21 |

| 15 |

| 10 |

| 9 |

| 11 |

| 15 |

| 20 |

| 25 |

| 27 |

| 26 |

| 26 |

| 25 |

| 21 |

| 15 |

| 10 |